# Gephyrocharax sinuensis
Gephyrocharax sinuensis är en fiskart som beskrevs av Dahl, 1964. Gephyrocharax sinuensis ingår i släktet Gephyrocharax och familjen Characidae. Inga underarter finns listade i Catalogue of Life.